# Expansión de consultas
La Expansión de Consultas (QE, Query Expansion) es el proceso de reformular una consulta para mejorar el rendimiento de recuperación en las operaciones de recuperación de la información
La Expansión de Consultas es una metodología estudiada en el campo de las ciencias de la computación, particularmente en el reino del Procesamiento del Lenguaje Natural y la Recuperación de la Información.
En el contexto de los motores de búsqueda, la expansión de consultas involucra evaluar una entrada del usuario (las palabras que el usuario ingresa en el área de consulta de búsqueda, y a veces otros tipos de datos) y expandir la consulta de búsqueda para que se ajuste a documentos adicionales.
La expansión de consultas involucra técnicas como
- Encontrar sinónimos de palabras, y buscar también por los sinónimos.
- Encontrar todas las varias formas morfológicas de las palabras involucradas en la búsqueda, aplicando técnicas de lematización (stemming).
- Reparar errores tipográficos y buscar automáticamente por la forma corregida o sugerirla
- Ponderar los resultados según la relevancia...

- Datos: Q5488129